# Station Oostrozebeke
Station Oostrozebeke is een voormalig spoorwegstation in Oostrozebeke. Het station lag langs spoorlijn 66A (Ingelmunster - Anzegem). Het station werd gesloten in 1950 voor personenvervoer en in de jaren '70 voor goederenvervoer, samen met de andere stations tussen Ingelmunster en Waregem. Het stationsgebouw is onroerend erfgoed en is nu ingericht als woning.
0,0: Ingelmunster ·
2,3: Wante ·
6,1: Oostrozebeke ·
9,0: Wielsbeke ·
12,2: Sint-Eloois-Vijve ·
15,1: Waregem ·
18,6: Gaverbeek ·
23,9: Heirweg ·
27,0: Anzegem